# Липовая (приток Рублихи)
Ли́повая — река в России, протекает в Алапаевском районе Свердловской области. Устье реки находится в 17 км по левому берегу реки Рублихи. Длина реки составляет 10 км.

## Данные водного реестра
По данным государственного водного реестра России, река Липовая относится к Иртышскому бассейновому округу, водохозяйственный участок реки — Тагил от города Нижний Тагил и до устья, речной подбассейн реки — Тобол. Речной бассейн реки — Иртыш.
Код объекта в государственном водном реестре — 14010501512111200005644.